# Склерометр

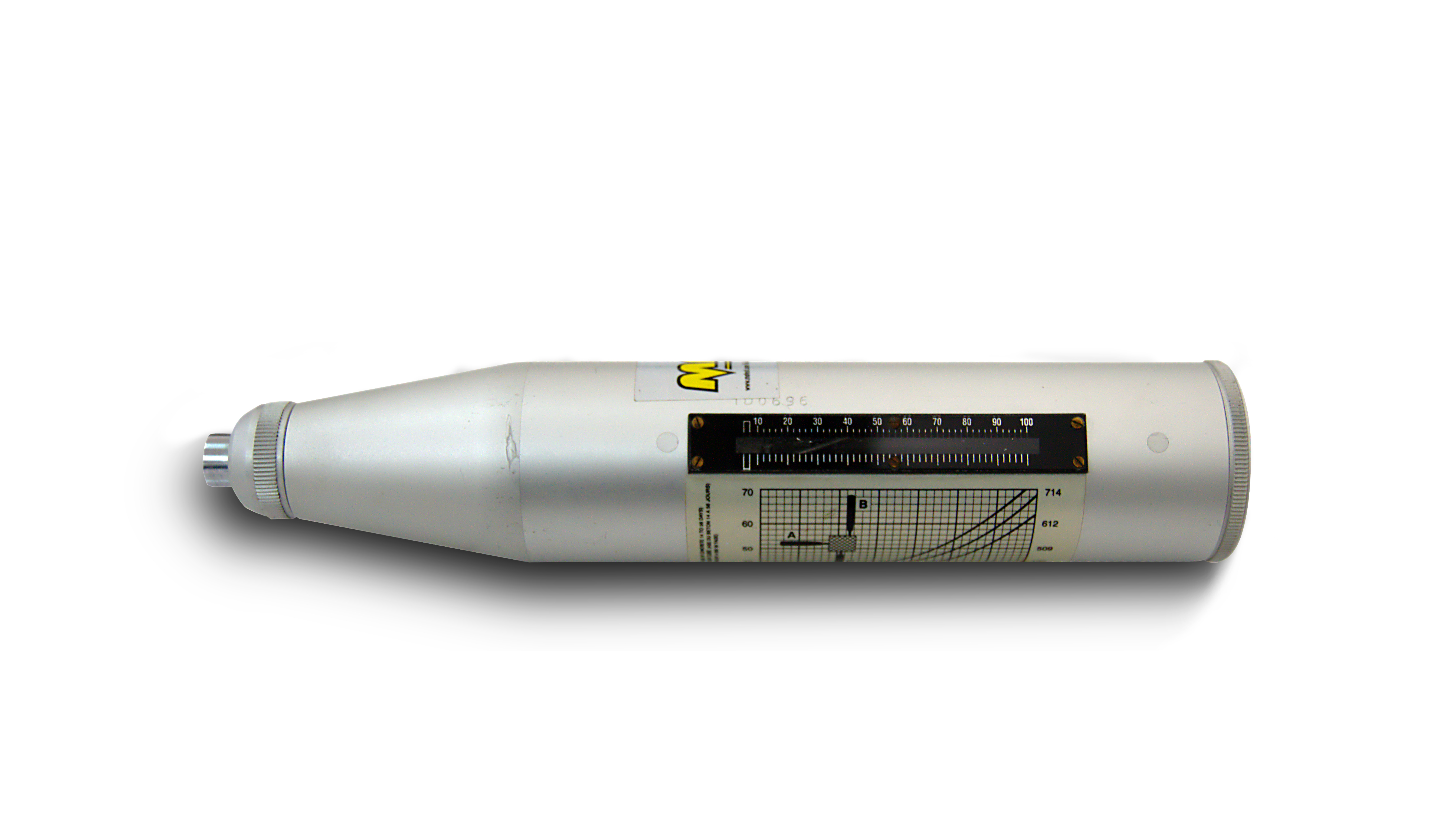
Склерометр Шмидта для измерения прочности бетона на сжатие

Склерометр/Твердомер (от греч. σκλερος — твёрдый и греч. μέτρον — измерение) — прибор для определения прочности материалов, также известен как Молоток Шмидта.
До начала двадцатого века склерометрия была единственным признанным способом оценки твердости материалов, однако в начале 1940-х годов метод царапания был почти полностью вытеснен широко известными в настоящее время методами Роквелла, Виккерса, Бринелля и др., в которых твердость материалов оценивалась вдавливанием в них инденторов различной формы. В современном понимании, несмотря на то, что этимологически слово «склерометр» означает «измеритель твердости», склерометрами принято называть любые устройства, реализующие метод царапания, независимо от того, какие характеристики материала подлежат оценке: твердость, пластичность, износостойкость или иные механические параметры.

## История
Испытание материалов методом царапания, известное как склерометрия, применяется в мировой практике более 300 лет и является одним из старейших способов оценки механических характеристик твёрдых тел. Первые упоминания о ранжировании минералов по прочности путём их царапания напильником относятся к середине XVII века. Идея классификации твёрдости металлов путём царапания поверхности эталонными материалами была выдвинута Реомюром в 1722 году. Позже эту идею блестяще воплотил немецкий минералог Моос, впервые предложив 10-балльную шкалу, которая позволяла оценивать относительную твёрдость испытуемых материалов по способности царапаться эталонами. На нижней ступени этой шкалы в качестве эталона принят тальк, а на верхней — алмаз. Эта шкала до сих пор сохраняет своё значение в минералогии.
В начале XVIII века стали появляться первые склерометры. Впервые этот термин ввёл в употребление Зеебек в 1833 г., назвав склерометром изобретённый им прибор для царапания. Совершенствованием моделей склерометров занимались Тёрнер (1896, первый профессор металлургии в Великобритании), Шиллер (1927), Койфман (1930), Розенберг (1939) и др.
В склерометре Тёрнера для измерения использовался утяжелённый алмаз, перемещающийся вперёд-назад по ровной поверхности измеряемого материала. Твёрдость определялась по весу груза (в граммах) на алмазе, требуемого для создания царапины на материале. Царапиной в данном случае считалась видимая невооружённым глазом тёмная линия на яркой поверхности.